# Boxning vid olympiska sommarspelen 2000
Boxningsturneringen hölls under 16 dagar i Sydney Convention and Exhibition Center. 312 män från 74 nationer deltog i tävlingarna.

## Medaljfördelning
| Medaljfördelning |                |      |        |       |        |
| Placering        | Nation         | Guld | Silver | Brons | Totalt |
| 1                | Kuba           | 4    | 0      | 2     | 6      |
| 2                | Ryssland       | 2    | 3      | 2     | 7      |
| 3                | Kazakstan      | 2    | 2      | 0     | 4      |
| 4                | Uzbekistan     | 1    | 0      | 2     | 3      |
| 5                | Frankrike      | 1    | 0      | 1     | 2      |
| 5                | Thailand       | 1    | 0      | 1     | 2      |
| 7                | Storbritannien | 1    | 0      | 0     | 1      |
| 8                | Ukraina        | 0    | 2      | 3     | 5      |
| 9                | USA            | 0    | 2      | 2     | 4      |
| 10               | Rumänien       | 0    | 1      | 1     | 2      |
| 11               | Spanien        | 0    | 1      | 0     | 1      |
| 11               | Tjeckien       | 0    | 1      | 0     | 1      |
| 13               | Algeriet       | 0    | 0      | 1     | 1      |
| 13               | Azerbajdzjan   | 0    | 0      | 1     | 1      |
| 13               | Georgien       | 0    | 0      | 1     | 1      |
| 13               | Italien        | 0    | 0      | 1     | 1      |
| 13               | Marocko        | 0    | 0      | 1     | 1      |
| 13               | Mexiko         | 0    | 0      | 1     | 1      |
| 13               | Moldavien      | 0    | 0      | 1     | 1      |
| 13               | Nordkorea      | 0    | 0      | 1     | 1      |
| 13               | Tyskland       | 0    | 0      | 1     | 1      |
| 13               | Ungern         | 0    | 0      | 1     | 1      |

## Medaljtabell
| Klass                       | Guld                                  | Silver                             | Brons                           |
| Lätt flugvikt Detaljer...   | Brahim Asloum · Frankrike             | Rafael Lozano · Spanien            | Kim Un-Chol · Nordkorea         |
| Lätt flugvikt Detaljer...   | Brahim Asloum · Frankrike             | Rafael Lozano · Spanien            | Maikro Romero · Kuba            |
| Flugvikt Detaljer...        | Wijan Ponlid · Thailand               | Bulat Jumadilov · Kazakstan        | Wladimir Sidorenko · Ukraina    |
| Flugvikt Detaljer...        | Wijan Ponlid · Thailand               | Bulat Jumadilov · Kazakstan        | Jérôme Thomas · Frankrike       |
| Bantamvikt Detaljer...      | Guillermo Rigondeaux · Kuba           | Raimkul Malachbekov · Ryssland     | Serhij Daniltjenko · Ukraina    |
| Bantamvikt Detaljer...      | Guillermo Rigondeaux · Kuba           | Raimkul Malachbekov · Ryssland     | Clarence Vinson · USA           |
| Fjädervikt Detaljer...      | Bekzat Sattarkhanov · Kazakstan       | Ricardo Juarez · USA               | Kamil Dzjamalutdinov · Ryssland |
| Fjädervikt Detaljer...      | Bekzat Sattarkhanov · Kazakstan       | Ricardo Juarez · USA               | Tahar Tamsamani · Marocko       |
| Lättvikt Detaljer...        | Mario Kindelán · Kuba                 | Andreas Kotelnik · Ukraina         | Cristián Bejarano · Mexiko      |
| Lättvikt Detaljer...        | Mario Kindelán · Kuba                 | Andreas Kotelnik · Ukraina         | Aleksandr Maletin · Ryssland    |
| Lätt weltervikt Detaljer... | Muhammadqodir Abdullayev · Uzbekistan | Ricardo Williams · USA             | Mohamed Allalou · Algeriet      |
| Lätt weltervikt Detaljer... | Muhammadqodir Abdullayev · Uzbekistan | Ricardo Williams · USA             | Diógenes Luña · Kuba            |
| Weltervikt Detaljer...      | Oleg Sajtov · Ryssland                | Sergey Dotsenko · Ukraina          | Vitalie Grușac · Moldavien      |
| Weltervikt Detaljer...      | Oleg Sajtov · Ryssland                | Sergey Dotsenko · Ukraina          | Dorel Simion · Rumänien         |
| Lätt mellanvikt Detaljer... | Jermachan Ibraimov · Kazakstan        | Marian Simion · Rumänien           | Jermain Taylor · USA            |
| Lätt mellanvikt Detaljer... | Jermachan Ibraimov · Kazakstan        | Marian Simion · Rumänien           | Pornchai Thongburan · Thailand  |
| Mellanvikt Detaljer...      | Jorge Gutiérrez · Kuba                | Gajdarbek Gajdarbekov · Ryssland   | Vüqar Äläkbärov · Azerbajdzjan  |
| Mellanvikt Detaljer...      | Jorge Gutiérrez · Kuba                | Gajdarbek Gajdarbekov · Ryssland   | Zsolt Erdei · Ungern            |
| Lätt tungvikt Detaljer...   | Aleksandr Lebziak · Ryssland          | Rudolf Kraj · Tjeckien             | Andriy Fedchuk · Ukraina        |
| Lätt tungvikt Detaljer...   | Aleksandr Lebziak · Ryssland          | Rudolf Kraj · Tjeckien             | Sergej Mihajlov · Uzbekistan    |
| Tungvikt Detaljer...        | Félix Savón · Kuba                    | Sultan Ibragimov · Ryssland        | Vladimer Tjanturia · Georgien   |
| Tungvikt Detaljer...        | Félix Savón · Kuba                    | Sultan Ibragimov · Ryssland        | Sebastian Köber · Tyskland      |
| Supertungtvikt Detaljer...  | Audley Harrison · Storbritannien      | Muchtarchan Dildäbekov · Kazakstan | Paolo Vidoz · Italien           |
| Supertungtvikt Detaljer...  | Audley Harrison · Storbritannien      | Muchtarchan Dildäbekov · Kazakstan | Rustam Saidov · Uzbekistan      |